# Andrew Brons
Andrew Brons, né le 16 juin 1947 à Hackney à Londres, est un homme politique britannique. Membre du Parti national britannique, il est député européen de 2009 à 2014.

## Biographie
Membre du Parti national britannique (BNP), il est élu au Parlement européen le 4 juin 2009, en compagnie du dirigeant du BNP Nick Griffin. Il n'est pas inscrit dans un groupe parlementaire comme la plupart des parlementaires d'extrême-droite. Il est membre de la commission des affaires constitutionnelles. Il ne se représente pas en 2014.

## Résultats électoraux

### Chambres des communes
| Élection                  | Circonscription      | Parti | Parti | Voix  | %   | Résultats |
| ------------------------- | -------------------- | ----- | ----- | ----- | --- | --------- |
| Générales de février 1974 | Harrogate            |       | BNF   | 1 186 | 2,3 | Échec     |
| Générales d'octobre 1974  | Harrogate            |       | BNF   | 1 030 | 2,3 | Échec     |
| Partielle de 1977         | Birmingham Stechford |       | BNF   | 2 995 | 8,2 | Échec     |
| Générales de 1979         | Bradford North       |       | BNF   | 614   | 1,3 | Échec     |
| Générales de 1983         | Leeds East           |       | BNF   | 475   | 1,1 | Échec     |
| Générales de 2010         | Keighley             |       | BNP   | 1 962 | 4,1 | Échec     |

### Parlement européen
| Élection            | Circonscription     | Parti | Parti | Voix    | %   | Résultats |
| ------------------- | ------------------- | ----- | ----- | ------- | --- | --------- |
| Européennes de 2009 | Yorkshire et Humber |       | BNP   | 120 139 | 9,8 | Élu       |